# 高桑慎一郎
高桑 慎一郎（たかくわ しんいちろう、1928年8月30日 - 2011年4月6日）は日本の音響監督。『チキチキマシン猛レース』日本語吹き替え版の演出で有名。息子は音響監督の高桑一。
吹替の創生期から活躍し、海外番組の日本語吹替演出の第一人者でもあった。

## 経歴・人物
東京都麹町出身。幼少時に歌舞伎を見たことがきっかけで演劇の道を志し、早稲田大学に在学している頃から一座を結成して全国を回っていた。その後、文化放送の演芸番組（ラジオ・コメディ）で演出を勤めてからフリーの演出家となる。
1963年に放送されたハンナ・バーベラ・プロダクションのアニメ『ドラ猫大将』で演出を担当。これが高視聴率となり「ハンナ・バーベラ（作品）だったら高桑」という評価を得たため、『スーパースリー』『宇宙怪人ゴースト』『怪獣王ターガン』といった数多くのハンナ・バーベラ作品で演出を担当する。特に1970年放送の『チキチキマシン猛レース』は代表作となり「人気ナンバーワン」と呼ばれた。
1971年には谷岡ヤスジ原作の劇場版ポルノアニメ『ヤスジのポルノラマ やっちまえ!!』の演出（監督と同義）を担当し、後年カルトムービー化する。
1990年頃には日本コロムビアがバーベラと提携し、ソフト販売を行った。この際に使用された吹替版は『チキチキマシン猛レース』『スカイキッドブラック魔王』『スーパースリー』『宇宙怪人ゴースト』『大魔王シャザーン』『怪獣王ターガン』『ドボチョン一家の幽霊旅行』『ドラドラ子猫とチャカチャカ娘』を除いて高桑を再登板させて制作した新録版となっており、キャラクターの名前などは原語版に沿った物になっている。
2011年4月6日に死去。82歳没。
キャスティングについては「多方面の異色な役者さんを声優としてどんどん起用していこうという考えが強くありました」と本人の意向もあり、声優のみならずコメディアンやミュージシャン、バンドマスターなど様々な分野で活躍する人々を起用することが多かった。
海外アニメの演出では「日本人の子供が見るんだから子供にわかりやすいものでないと」という意識を持っており、オープニング曲を作り替えたり、日本向けにキャラクター名を独自に設定することがあった。また各声優には個性を出すことを求め、キャスティングした人物の個性に合わせてキャラクターまで原語版から大胆に変えることもあった。『チキチキマシン猛レース』ではそれらの大幅なアレンジが注目され、日本での人気が本国アメリカ以上になったという。

## 主な参加作品
※ 特記のない限り全て演出・音響監督としての参加

### 海外アニメ
- アーチーでなくちゃ!
- アダムス・ファミリー
- 宇宙怪人ゴースト
- 宇宙家族ジェットソン
- 宇宙スーパートリオ
- 宇宙忍者ゴームズ
- 怪獣王ターガン
- 怪力アント
- かわいい魔女サブリナ
- ガンビー
- 銀河トリオ
- クマゴロー（タイトルのみ）
- 新・チキチキマシン猛レース ケンケンのフェンダー・ベンダー500
- 原始家族フリントストーン
- スーパースリー
- スカイキッドブラック魔王
- 大魔王シャザーン
- チキチキマシン猛レース
- 電子鳥人Uバード
- ドボチョン一家の幽霊旅行
- ドラドラ子猫とチャカチャカ娘
- ドラ猫大将
- 逃げろや逃げろ大レース
- 早射ちマック
- 秘密探偵クルクル（タイトルのみ）
- フリントストーン・キッズ
- ペネロッピー絶体絶命（キャラクター名及び一部脚色のみ）
- 幽霊城のドボチョン一家
- ラムヂーちゃん
- リッピーとハーディー
- ワニのワリー
- 科学少年J.Q（途中から）[注 5]
- 世界名作童話 せむしの仔馬（劇場アニメ）
- 弱虫クルッパー（一部のみ）

### 海外ドラマ
- チンパン探偵ムッシュバラバラ

### 洋画吹き替え
- アダムス・ファミリー3 再結集
- 怪奇！血のしたたる家
- キャノンボール（テレビ朝日版）
- 血斗のジャンゴ
- サイレンサー/沈黙部隊
- シンシナティ・キッド（フジテレビ版）
- 新・脱獄の用心棒
- スーパータイガー／黄金作戦
- ストリートファイター
- 夏の嵐（TBS版）
- ハートブレイク・タウン
- バーバレラ
- バットマン/オリジナル・ムービー（ソフト版）
- ビッグケーヒル
- 炎の人ゴッホ（TBS版）
- ミスタア・ロバーツ（NETテレビ版）
- 燃えよドラゴン（テレビ朝日版）
- 野生のポリー

### 国産アニメ
- イーグルサム
- おじゃまんが山田くん ※オーディオディレクター
- キリンのものしり館
- ファイトだ!!ピュー太

#### 劇場アニメ
- ヤスジのポルノラマ やっちまえ!!

## 著書
- ケンケンと愉快な仲間たち（1995年 イーハトーヴ出版）